# جينو بيليجريني
جينو بيليجريني (بالإيطالية: Gino Pellegrini)‏ هو مونتير ورسام إيطالي، ولد في 13 أغسطس 1941 في لوغو دي فيتشنزا في إيطاليا، وتوفي في 20 ديسمبر 2014 في سان جوفاني في برسيتشتو في إيطاليا.

## وصلات خارجية
- الموقع الرسمي